# Pistolet maszynowy Beretta Model 3
Beretta Model 3 – włoski pistolet maszynowy produkowany w latach 50. XX wieku.

## Historia
Po zakończeniu II wojny światowej zakłady Beretta kontynuowały produkcję pistoletu maszynowego M1938. Jednak coraz bardziej widoczne było, że jest to konstrukcja przestarzała. Zastosowanie stałej, drewnianej kolby sprawiało, że M1938 był bronią długą, słabo przystosowaną do potrzeb żołnierzy transportowanych transporterami opancerzonymi. Technologie zastosowane do produkcji tej broni sprawiały także, że Beretta M1938 była bronią drogą.
W latach 50. XX wieku w firmie Beretta postanowiono zmodernizować M1938. Podstawową zmianą było zastąpienie kolby stałej kolbą składaną pod spód komory zamkowej (konstrukcja wzorowana na kolbie pm MP 40). Przedłużono także gniazdo magazynka które zaczęło spełniać rolę dodatkowego, przedniego chwytu.
Choć nowy pistolet maszynowy był modernizacją M1938, ze względów marketingowych nadano mu nową nazwę Model 3. Produkcję Modelu 3 rozpoczęto w 1956 roku. Ponieważ modernizacja usunęła tylko część wad M1938, produkcję Modelu 3 zakończono w 1959 roku po rozpoczęciu produkcji zaprojektowanego od podstaw pistoletu maszynowego Beretta M12

## Opis techniczny
Pistolet maszynowy Beretta Model 3 był indywidualną bronią samoczynno-samopowtarzalną. Zasada działania oparta na odrzucie zamka swobodnego. Strzelanie z zamka otwartego seriami lub ogniem pojedynczym. Mechanizm spustowy z dwoma językami spustowymi. Zasilanie magazynkowe (magazynki pudełkowe o pojemności 20 lub 40 naboi). Magazynki była dołączane od spodu broni. Przedłużone gniazdo magazynka pełniło rolę chwytu przedniego. Lufa zakończona urządzeniem wylotowym pełniącym rolę osłabiacza podrzutu i odrzutu. Przyrządy celownicze składają się z muszki i celownika przerzutowego. Kolba składana pod spód komory zamkowej.